# Sénat (Kazakhstan)
Pour les autres articles nationaux ou selon les autres juridictions, voir Sénat.
VIIIe législature
Édifice du Sénat
Le Sénat (en kazakh : Сенаты romanisé :  Senaty ; en russe : Сенат romanisé : Senat) est la chambre haute du parlement du Kazakhstan. Il est composé de 50 membres, appelés « sénateurs », dont 40 élus au scrutin indirect et 10 nommés par le président de la République.
Il est issu de la Constitution, approuvée par référendum en 1995, établissant un régime présidentiel et un parlement bicaméral. Jusqu'à la révision constitutionnelle de 2022, le Sénat disposait de pouvoirs législatifs et de contrôle importants.

## Système électoral
Le Sénat est composé de 50 membres dont 40 élus pour six ans, renouvelés par moitié tous les trois ans, et 10 autres sénateurs nommés par le président de la République pour un mandat six ans,,.
Les 40 membres élus le sont au suffrage indirect uninominal majoritaire à un tour par un collège électoral composé des délégués de tous les organes représentatifs des dix-sept provinces et des trois villes d'envergure nationale : Almaty, Chymkent et la capitale Astana. Ces villes et provinces constituent également les circonscriptions dans lesquelles les sénateurs sont élus, à raison de deux sénateurs par ville et province. Le Sénat étant renouvelé par moitié, un sénateur est élu dans chacune des vingt circonscriptions tous les trois ans,.
Les nominations de sénateurs par le président de la République se font dans le but d'assurer une représentation des différentes composantes culturelles de la société. Sur les dix, cinq se font sur proposition de l'Assemblée du peuple, un organe constitué de délégués des assemblées régionales du peuple représentants les différents groupes ethniques du pays.

### Conditions d'éligibilité
Pour être éligible, un candidat au poste de sénateur doit avoir au moins 30 ans, la nationalité kazakhe depuis plus de cinq ans, un diplôme de niveau de l'enseignement supérieur, et une expérience professionnelle d'au moins cinq ans. Il doit également résider depuis au moins trois ans dans sa circonscription.

### Historique
Le nombre de sénateurs élu dépend directement du nombre de villes et provinces. la création de trois nouvelles provinces le 8 juin 2022 a ainsi entrainée la mise en place de six nouveau sénateurs. L'accession de Chymkent au statut de ville d'importance nationale le 19 juin 2018 avait déjà entrainée celle de deux nouveaux sénateurs.
Avant un amendement de la constitution voté en mai 2007, le nombre de sénateurs nommés par le président de la République était de sept. Avant un autre amendement voté en octobre 1998, la durée du mandat des sénateurs était de quatre ans, et les membres renouvelés par moitié tous les deux ans. La révision constitutionnelle adoptée par référendum en juin 2022 — qui a notamment réduite les pouvoirs du Sénat en lui ôtant son pouvoir de promulguer seul des lois pour ne plus désormais voter que sur les textes présentés par le Mäjılıs — a également réduit de quinze à dix le nombre de sénateurs nommés par le président de la République.

## Liste des présidents
| No  | Portrait | Titulaire             | Mandat            | Mandat           | Réf.   |
| No  | Portrait | Titulaire             | Début             | Fin              | Réf.   |
| --- | -------- | --------------------- | ----------------- | ---------------- | ------ |
| 1   |          | Omirbek Baigeldy      | 30 janvier 1996   | 30 novembre 1999 | [ 8 ]  |
| 2   |          | Oralbay Abdykarimov   | 1er décembre 1999 | 10 mars 2004     | [ 8 ]  |
| 3   |          | Nourtaï Abykaïev      | 10 mars 2004      | 11 janvier 2007  | [ 8 ]  |
| 4   |          | Kassym-Jomart Tokaïev | 11 janvier 2007   | 15 avril 2011    | [ 8 ]  |
| 5   |          | Kairat Mami           | 15 avril 2011     | 16 octobre 2013  | [ 8 ]  |
| (4) |          | Kassym-Jomart Tokaïev | 16 octobre 2013   | 20 mars 2019     | [ 9 ]  |
| 6   |          | Dariga Nazarbaïeva    | 20 mars 2019      | 2 mai 2020       | [ 10 ] |
| 7   |          | Maulen Ashimbayev     | 4 mai 2020        | en cours         | [ 11 ] |